# Hůrka (Českotřebovská pahorkatina)
Hůrka (546 m n. m.) je vrch v okrese Ústí nad Orlicí v Pardubickém kraji. Leží asi 0,5 km východně od vsi Rviště (část obce Orlické Podhůří) na jejím katastrálním území.

## Geomorfologické zařazení
Geomorfologicky vrch náleží do celku Svitavská pahorkatina, podcelku Českotřebovská vrchovina, okrsku Kozlovský hřbet a podokrsku Řetovský hřbet.